# Romanée-Conti
Romanée-Conti ist eine als Grand Cru eingestufte Weinlage an der Côte d’Or im französischen Burgund. Sie liegt in der Gemeinde Vosne-Romanée, hat eine Fläche von 1,81 Hektar und eine eigene Appellation. Erzeugt wird ausschließlich Rotwein aus der Rebsorte Pinot Noir.

## Lage, Klima und Boden
Die Weinlage Romanée-Conti befindet sich auf einem leicht ansteigenden Osthang in 260 bis 280 Metern Höhe über dem Meeresspiegel. Im Norden grenzt sie an die Grand Cru Lage Richebourg. Westlich stößt die Lage unmittelbar an die bekannte Lage La Romanée. Im Süden liegt die Grand Cru Lage La Grande Rue. Romanée-Conti ist eine Monopollage des Weinguts Domaine de la Romanée-Conti.

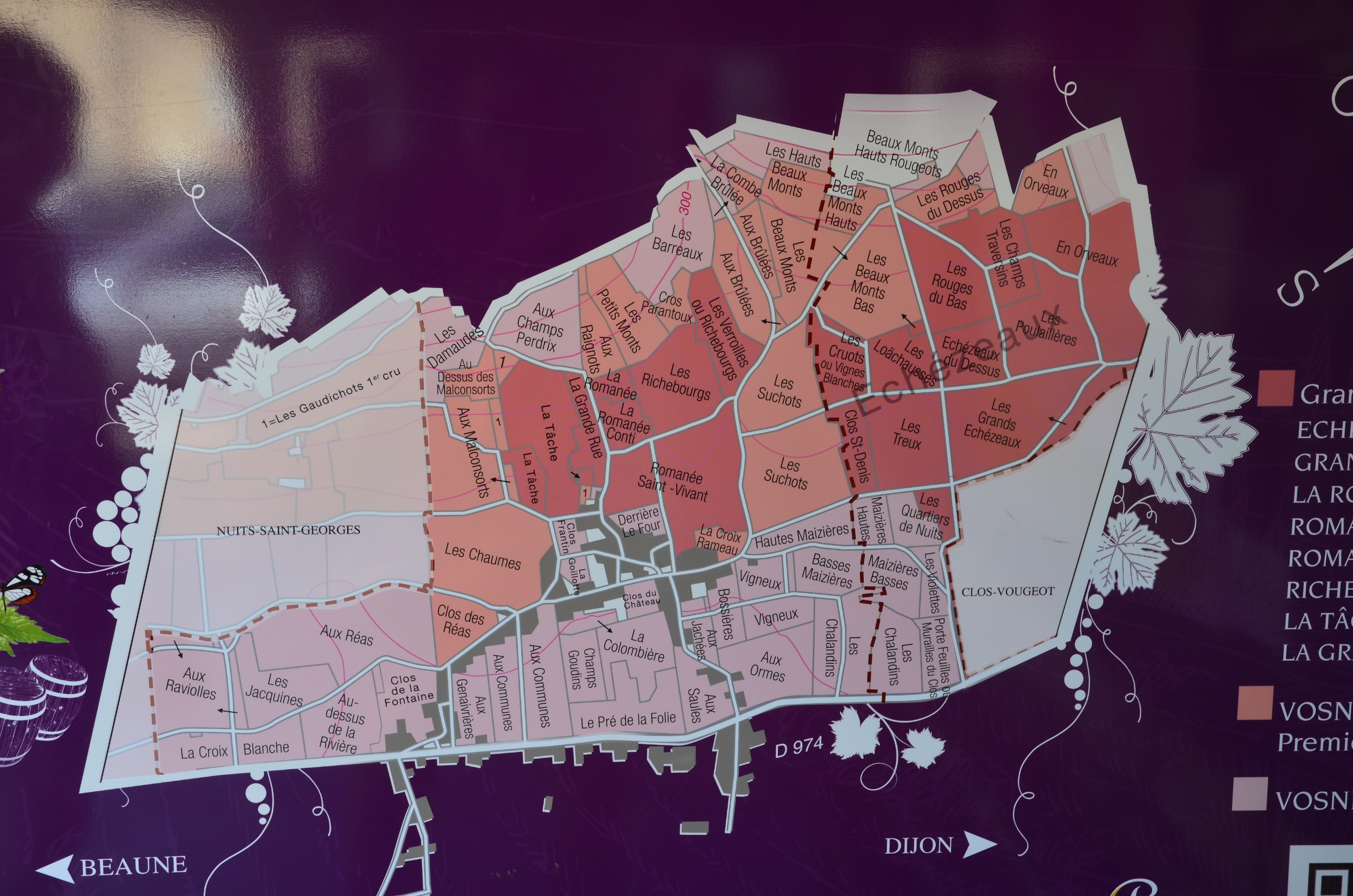
Übersichtsplan der einzelnen Lagen in Vosne-Romanée
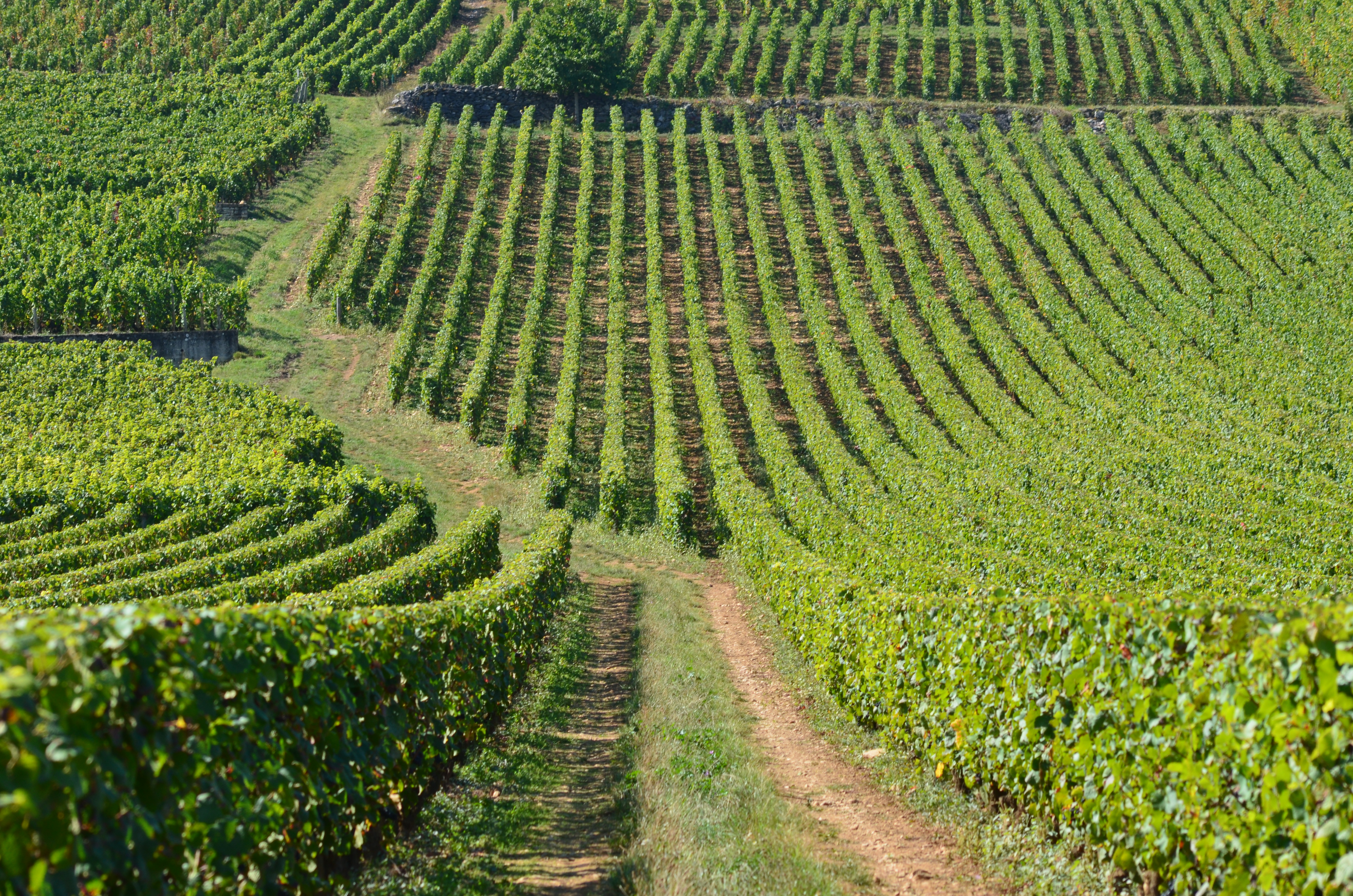
Lage „Romanée-Conti“ links und „Les Richebourgs“ rechts
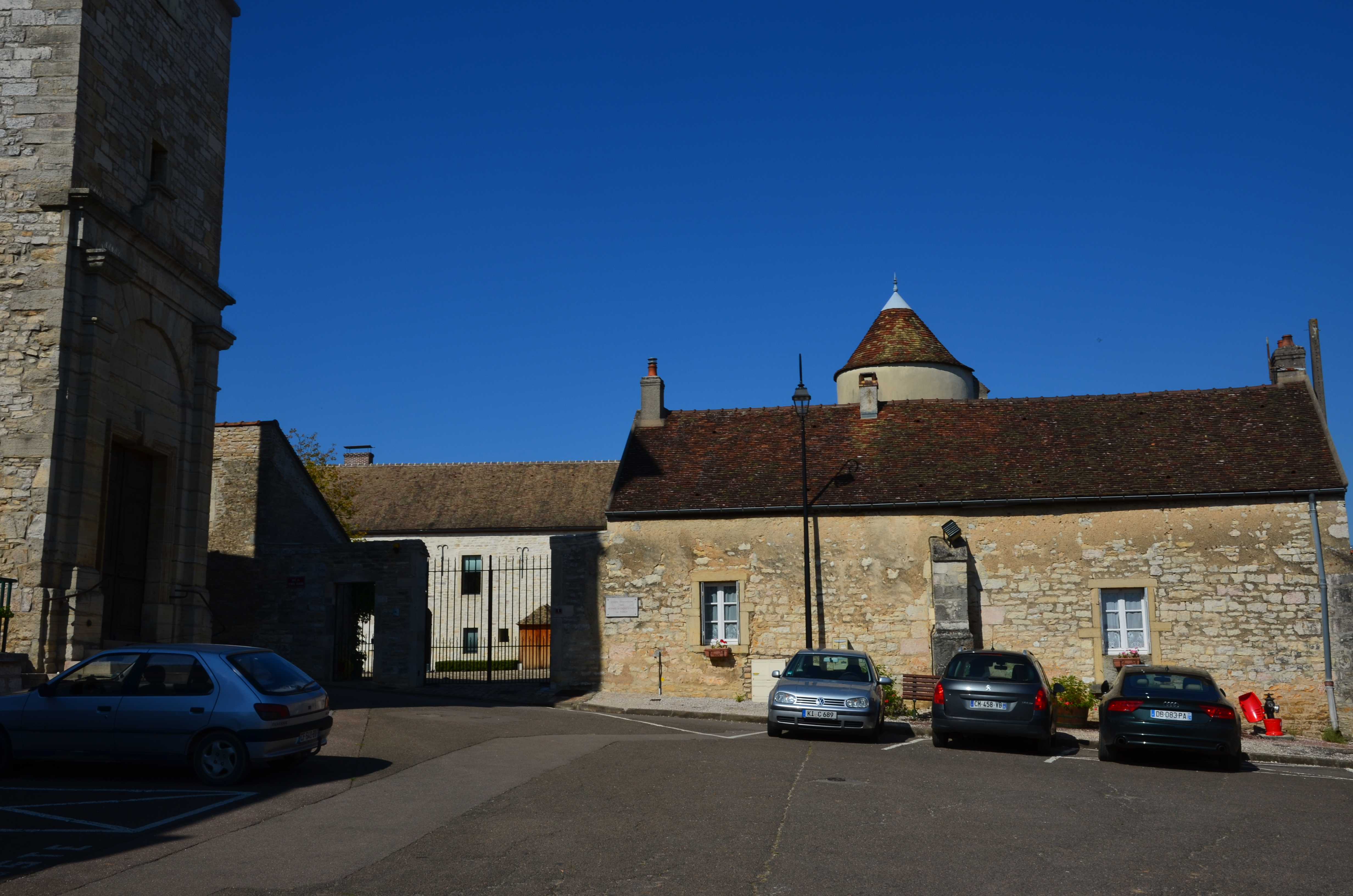
Domaine de la Romanée-Conti
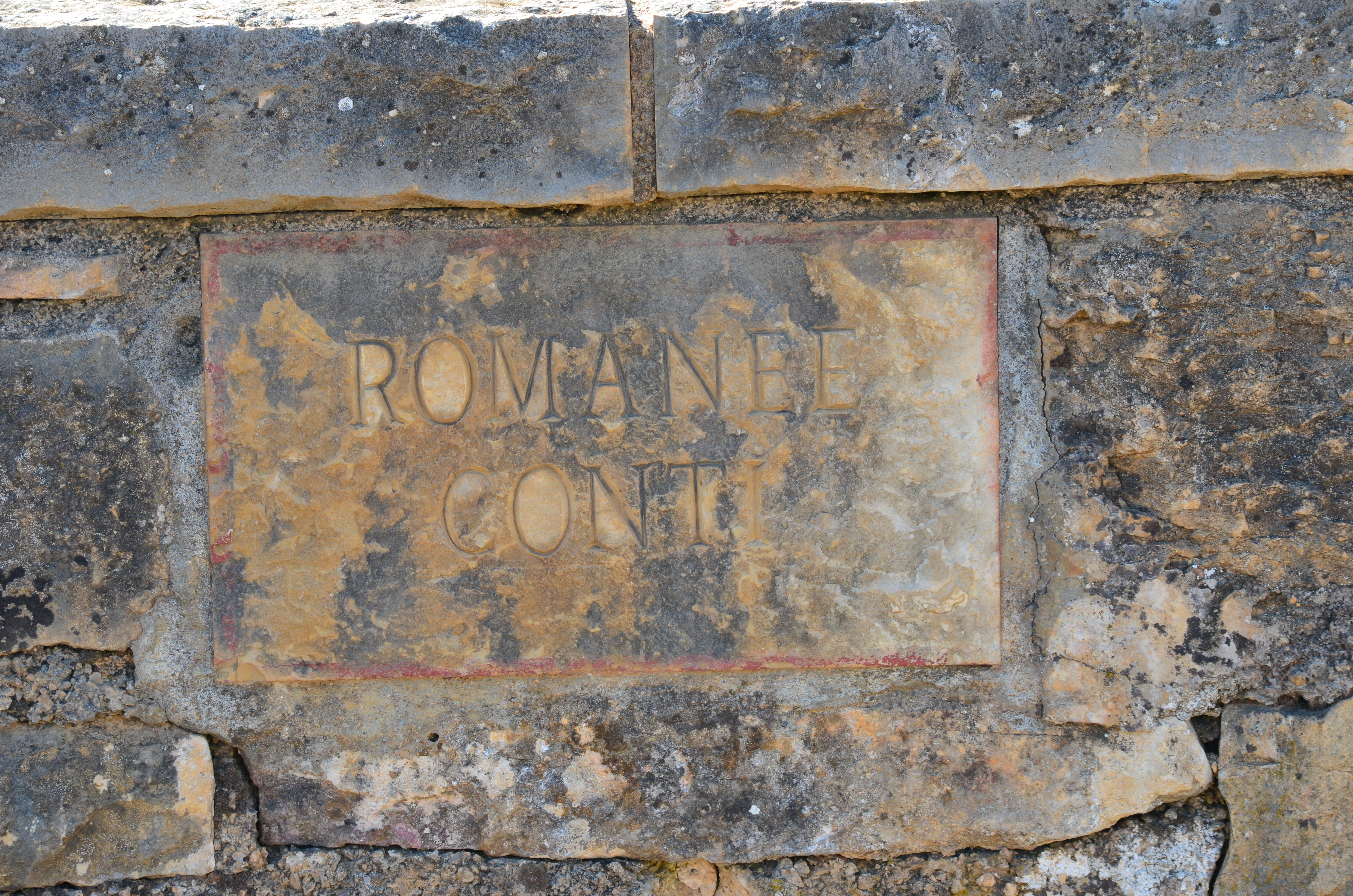
Markierungsstein der Lage „Romanée-Conti“

Das Klima wird dem burgundischen Übergangsklima zugeordnet, bei dem kontinentale Einflüsse gegenüber maritimen überwiegen. Die zumeist trockenen und heißen Sommer lassen den Pinot noir zwar ausreifen, große Jahrgänge entstehen aber nur, wenn kein Regen im Herbst die Lese beeinträchtigt. Bedingt durch die reine Ostlage ist das Mikroklima verhältnismäßig kühl, aber besonders sonnig. Genau unterhalb des Einschnitts der Combe de Concoeur gelegen, ist Romanée-Conti vor nächtlichen Fallwinden und Spätfrösten geschützt.
Der höher gelegene Teil von Romanée-Conti ruht auf einem Oolithsockel aus dem Bathonium. Der Unterboden des tieferen Teils der Lage liegt auf Premeaux-Kalkstein. Die braune, lehmig-kalkige Rendzinaschicht weist einen hohen Tonanteil auf und ist im oberen Lagenbereich dünner als im unteren. Obwohl der Weinberg lediglich 3 % Hangneigung aufweist, ist er von Bodenerosion gefährdet.
Das Kalksteingeröll im Weinberg speichert die Wärme des Tages und strahlt sie in der Nacht wieder an die Reben ab. Zudem sorgen die Kalksteine für eine gute Drainage.
Für die nördlich gelegene Stadt Dijon (316 m), galten zwischen 1961 und 1990 folgende Daten:
| Monat                                                               | Jan  | Feb  | Mär  | Apr  | Mai  | Jun  | Jul  | Aug  | Sep  | Okt  | Nov  | Dez  | Jahr  |
| ------------------------------------------------------------------- | ---- | ---- | ---- | ---- | ---- | ---- | ---- | ---- | ---- | ---- | ---- | ---- | ----- |
| Mittlere minimale Temperaturen °C                                   | −1   | 0,1  | 2,2  | 5    | 8,7  | 12   | 14,1 | 13,7 | 10,9 | 7,2  | 2,5  | −0,2 | 6,3   |
| Mittlere Temperaturen °C                                            | 1,6  | 3,6  | 6,5  | 9,8  | 13,7 | 17,2 | 19,7 | 19,1 | 16,1 | 11,3 | 5,6  | 2,3  | 10,5  |
| Mittlere maximale Temperaturen °C                                   | 4,2  | 7    | 10,8 | 14,7 | 18,7 | 22,4 | 25,3 | 24,5 | 21,3 | 15,5 | 8,6  | 4,8  | 14,8  |
| Mittlere monatliche Niederschlagsmenge (mm)                         | 49,2 | 52,5 | 52,8 | 52,2 | 86,3 | 62,4 | 51   | 65,4 | 66,6 | 57,6 | 64,2 | 62   | 732,2 |
| Quelle: Archives climatologiques mensuelles - für Dijon (1961-1990) |      |      |      |      |      |      |      |      |      |      |      |      |       |

Im Jahr 2007 galt:
| Monat                                                             | Jan | Feb | Mär | Apr  | Mai  | Jun  | Jul  | Aug  | Sep  | Okt  | Nov | Dez | Jahr |
| ----------------------------------------------------------------- | --- | --- | --- | ---- | ---- | ---- | ---- | ---- | ---- | ---- | --- | --- | ---- |
| Mittlere Temperaturen °C                                          | 5,3 | 6,4 | 6,9 | 14,7 | 15,6 | 18,5 | 18,7 | 18,2 | 14,4 | 10,7 | 5,3 | 1,6 | 11,3 |
| Quelle: Mittlere Temperaturen am Messpunkt von Dijon im Jahr 2007 |     |     |     |      |      |      |      |      |      |      |     |     |      |

Im Jahr 2008 wurden folgende Daten erhoben:
| Monat                                                             | Jan | Feb | Mär | Apr | Mai  | Jun  | Jul  | Aug  | Sep  | Okt  | Nov | Dez | Jahr |
| ----------------------------------------------------------------- | --- | --- | --- | --- | ---- | ---- | ---- | ---- | ---- | ---- | --- | --- | ---- |
| Mittlere Temperaturen °C                                          | 3,8 | 4,7 | 6,3 | 9,1 | 15,8 | 17,8 | 19,9 | 18,6 | 13,8 | 10,3 | 6,4 | 2,1 | 10,7 |
| Quelle: Mittlere Temperaturen am Messpunkt von Dijon im Jahr 2008 |     |     |     |     |      |      |      |      |      |      |     |     |      |

## Wein
Der Romanée-Conti wird in der Regel ausschließlich aus Pinot noir erzeugt. Als weitere Rebsorten sind Pinot Liébault und Pinot Beurot zugelassen. Theoretisch dürfen bis zu 15 % weiße Trauben (Chardonnay, Pinot gris und Pinot blanc) verwendet werden. Der natürliche Alkoholgehalt muss mindestens 11,5 Volumenprozent betragen. Die Chaptalisation ist – wie überall in Burgund – erlaubt. Im Falle einer künstlichen Anreicherung durch Trockenzucker wird ein maximaler Alkoholgehalt festgelegt, der bei 14,5° liegt. Der Basisertrag beträgt jährlich 35 Hektoliter je Hektar, dieser darf maximal um 20 % überschritten werden. Von 2003 bis 2007 wurden im Mittel 42 Hektoliter erzeugt, liegt also bei niedrigen 25,8 hl/ha. Damit liefert der Grand Cru gut 5.460 Flaschen pro Jahr.

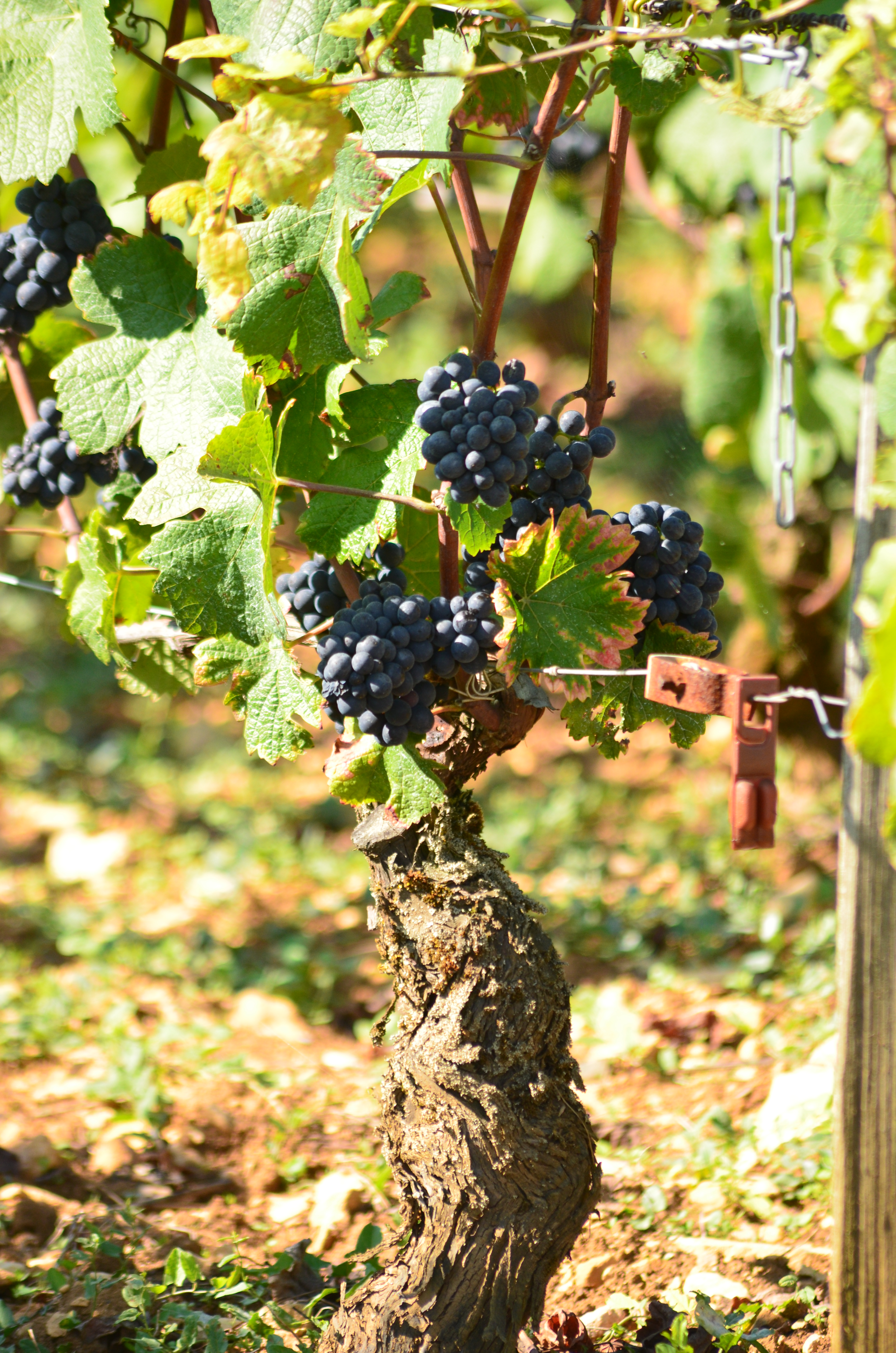
Rebe „Romanée-Conti“ im September 2016
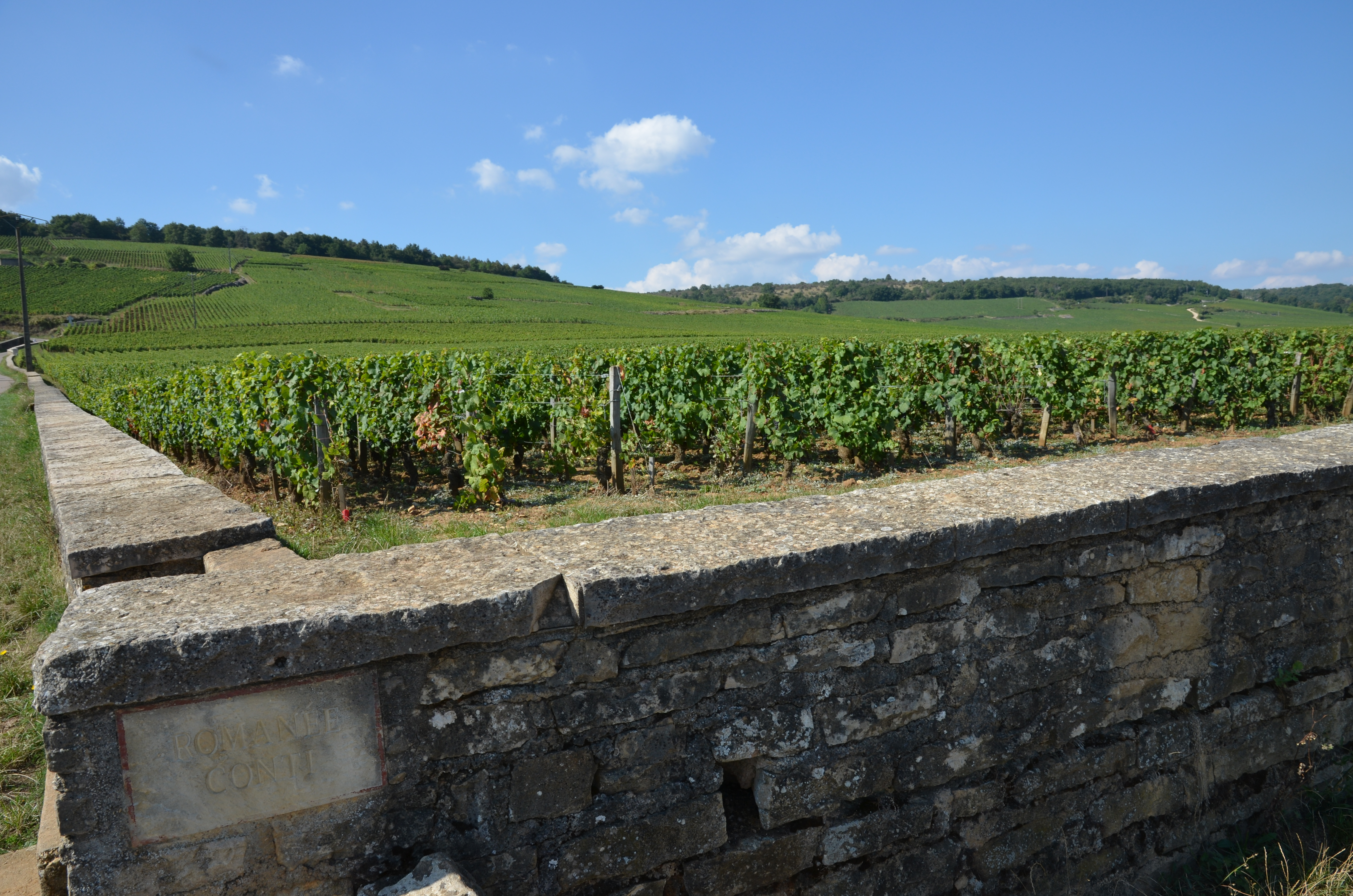
Lage Romanée-Conti in Vosne-Romanée 2016

Im Jahr 2005 betrug das mittlere Alter der Rebstöcke 52 Jahre. Aus dem Weinberg La Tâche wurden in den Jahren 1947 und 1948 geeignete Stöcke zur Bepflanzung der Lage Romanée-Conti entnommen, da die noch aus der Zeit vor der Reblaus stammenden Originalreben kaum mehr Ertrag brachten und nach der Ernte 1945 gerodet wurden. Der erste Jahrgang von neuen Rebstöcken ist 1952.
Der Weinkritiker Clive Coates schreibt über Romanée Conti:
 Der seltenste, kostspieligste - und häufig beste - Wein auf der Welt... Wenn Sie Ihre Hände auf eine Kiste legen - und das „wenn“ ist ein großes „wenn“, denn Sie müssen 7000 Euro oder mehr für eine junge Weinlese zahlen, und doppelt oder dreifach so viel für einen Wein in seiner höchsten Vollkommenheit - dann besitzen Sie das aristokratischste und intensivste Beispiel des Pinot Noirs, das reinste, das Sie sich vielleicht vorstellen konnten. Es ist nicht nur Nektar: es ist eine Messlatte, an der sämtliche Burgunderweine zu beurteilen sind.

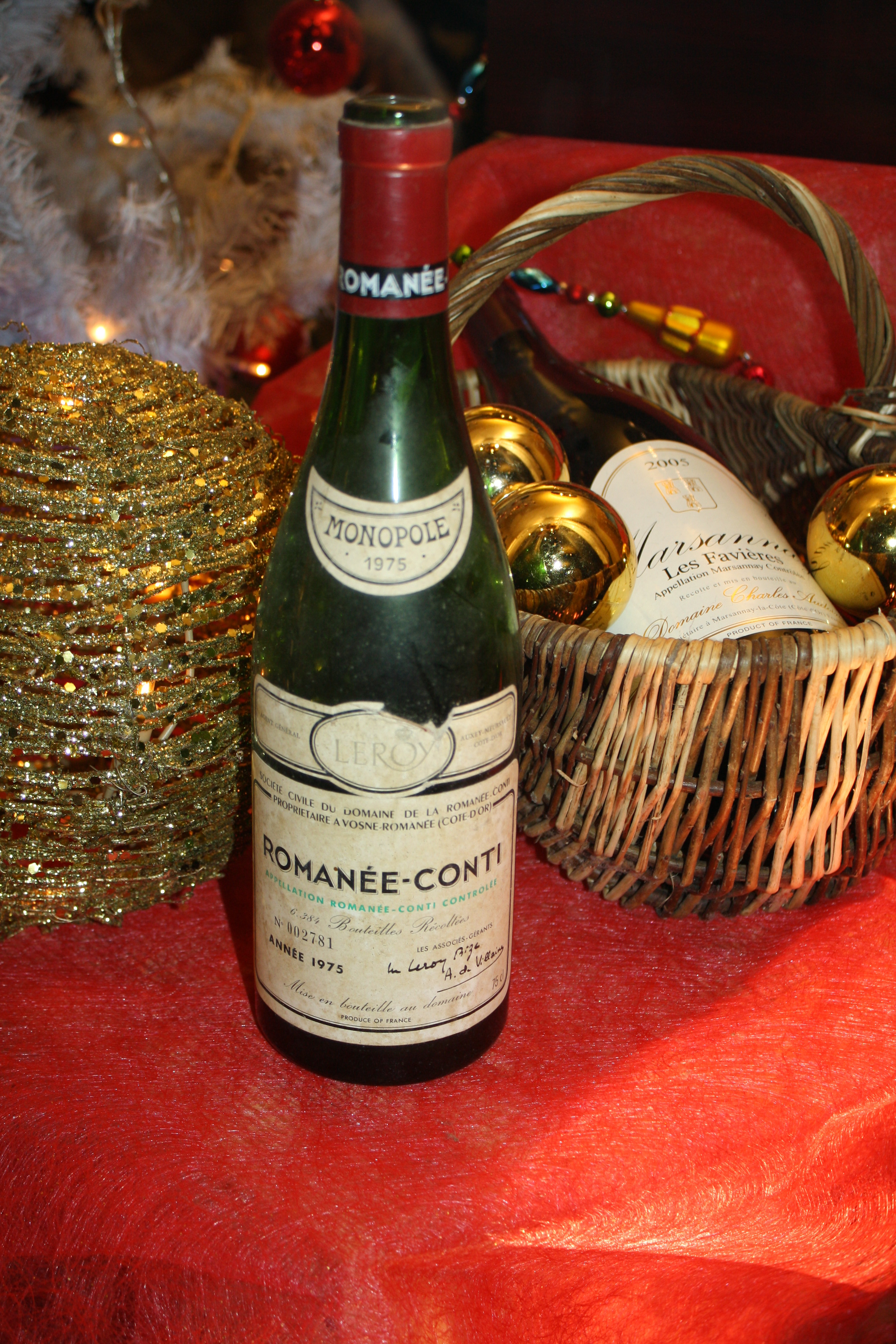
Flasche „Romanée-Conti“ Jahrgang 1975

Die Lage Romanée-Conti ist die wohl beste, zumindest aber prestigeträchtigste und teuerste Grand-Cru-Lage im ganzen Burgund. Da der Boden dieser Lage noch nie gehandelt wurde, hat er keinen Preis; er wäre unvorstellbar hoch. Somit ist die Lage Romanée-Conti mit hoher Wahrscheinlichkeit das wertvollste Ackerland der Erde.
Im März 2005 wurden in New York sechs Magnum-Flaschen des 1985er Romanée-Conti verauktioniert. Sie erlösten umgerechnet 134.315 Euro. Dieser Rekord wurde 2006 allerdings von einer Kiste Château Mouton-Rothschild des legendären Jahrgangs 1945 geschlagen. In einem großen Geschäft in Kōbe, Japan, wird eine Flasche des Romanée-Conti 2000 für 787.500 Yen angeboten, umgerechnet etwa 5.000 Euro.
In der Gourmet-Abteilung des Pariser Kaufhauses Galerie Lafayette wurde im Oktober 2008 eine 0,75-Liter-Flasche Romanée-Conti aus dem Jahrgang 2005 für 18.000 Euro angeboten. Im November 2012 kostete er 23.000 €.
Eine Flasche des Romanée Conti aus diesem Weinanbaugebiet aus dem Jahrgang 1945 erzielte bei einer New Yorker Weinversteigerung von Sotheby’s im Oktober 2018 einen Preis von umgerechnet knapp 483.000 €. Eine weitere Flasche dieses Rotweins erzielte knapp 430.000 €. Grund für diesen Preis lt. Sotheby’s war die geringe Produktionsmenge von nur 600 Flaschen.

## Geschichte
Die Geschichte der Grand Cru Lagen von Vosne-Romanée ist untrennbar mit den Abteien von Cîteaux und Saint-Vivant im heutigen Curtil-Vergy verbunden.
Am 13. November 1131 vermachte Hugo II. Herzog von Burgund dem Kloster von Saint-Vivant bedeutende Ländereien auf dem Gebiet der heutigen Gemeinden Flagey-Echézeaux und Vosne-Romanée. Die Mönche legten im Laufe der Jahre diverse Weinberge an. Im Jahr 1232 erhielt das Kloster den Weinberg Cloux de Saint-Vivant als Schenkung von Alix de Vergy, der zweiten Gattin von Otto III.von Burgund. Der Weinberg Cloux de Saint-Vivant bestand gemäß einer Aufstellung aus dem Jahr 1512 aus den Gemarkungen Le Cloux des cinq Journaux, Le Cloux des quatre Journaux, Le Cloux des neuf Journaux und le Cloux du Moytant. Während die Parzelle Le Cloux des cinq Journaux (1,71 ha) im Jahre 1584 an Daniel Cousin verkauft wurde und später die Keimzelle der Lage Romanée-Conti darstellt, blieben die übrigen Parzellen im Besitz des Klosters. Im Frankreich der Revolution wurden die Besitztümer der Kirche zu Nationalgütern erklärt und versteigert.
Den Status eines Grand Cru erhielt die Lage Romanée-Conti am 11. September 1936. Das Dekret über die Appellation Contrôlée erfasst gleichzeitig die benachbarten Grands Cru-Lagen Romanée-Saint-Vivant, Richebourg, La Tâche und La Romanée.